# Chalcosyrphus femoratus
Chalcosyrphus femoratus es una especie de moscas sírfidas. Se distribuyen por el Paleártico en Eurasia.